# 박은 (1479년)
박은(朴誾, 1479년 ~ 1504년 7월 26일(음력 6월 15일))은 연산군 때의 문신이자 정치인, 시인이다. 본관은 고령, 자는 중열(仲說), 호는 읍취헌(挹翠軒)이다. 읍취헌은 그가 서울 남산 기슭에 살았을 때 지은 당호(堂號)이기도 하다. 김종직, 최부(崔溥)의 문인이다. 좌리공신 전산군 양간공(佐理功臣 全山君 良簡公) 이수남(李壽男)이 고모부(姑母夫)이고, 정국공신(靖國功臣) 전성군(全城君) 이한원(李翰元)은 고종 사촌(姑從四寸) 형이 된다.

## 생애
어려서부터 학문의 성취와 문장이 남달리 뛰어나 4살에 글을 읽을 줄 알았고, 8세에 대의(大義)를 알았으며, 15세가 되어서는 널리 명성을 얻어 당시 대제학이던 신용개의 사위가 되었다. 점필재 김종직의 문하생인 최부(崔溥)에게서 수학했는데, 직접 김종직을 찾아가서 사사하기도 했다 한다. 동문인 이행, 남곤 등과 가깝게 지냈다.
1495년(연산군 1년)에 진사가 되고, 이듬해인 1496년(연산군 2년) 식년 문과에 병과 급제했다. 성품이 곧아 옳은 소리를 잘 했다. 1498년(연산군 4년)에 유자광과 성준을 탄핵하다가 도리어 사사부실(詐似不實)이라는 죄목으로 파직되었다. 1501년(연산군 7년)에 홍문관 수찬이 되었으나, 파직되어 이후 실의에 빠져 시와 술만을 즐기며 지냈다.
1504년 갑자사화에 연루되어 동래(東萊)로 유배되었다가 서울로 다시 압송되어 음력 6월 15일에 효수되었다. 이유는 예전에 연산군이 밤늦게 사냥한 일을 여러 신하와 연명 상소한 일의 주동자였다는 것이었고, 죄명은 '詐忠自安 新進侮長官(거짓 충성으로 제 안일을 구하고 신진이 상관을 업신여김)'이었다. 연산군은 박은을 너무 미워하여 그가 죽은 지 4일 후에 의금부에게 박은의 친구들을 색출해 곤장을 치게 하고 그들을 유배 보냈으며, 음력 8월에는 전교를 내려 박은의 시체를 들판에 내버려 두게 한 다음, 봉분 없이 묻게 했다. 1505년에는 음사해인(陰邪害人)이라는 죄목을 추가하였다.
2년 뒤(1506, 중종1)에 신원되고 승정원 도승지로 추증되었다.

## 문학
중국 강서파의 시풍을 수용하여 일가를 이뤘기에 해동강서파(海東江西派)의 맹주로 일컬어진다. 이행, 홍언충, 정희량과 더불어 시가사절(詩歌四傑)로 불렸다. 친구 이행이 그의 시를 모아 펴낸 《읍취헌유고》가 전한다.

## 가족 관계
- 할아버지 : 박수림(朴秀林) - 교하현감(交河縣監)
  - 아버지 : 박담손(朴聃孫) - 한성부판관(漢城府判官)
  - 어머니 : 이이(李苡)의 딸 - 경주 이씨(慶州李氏)
    - 부인 : 신용개(申用漑)의 딸 - 고령 신씨(高靈 申氏: 1479년 1월~1503년 4월 12일(음력 3월 16일))
      - 장남 : 박인량(朴寅亮)
      - 차남 : 박대춘(朴大春: 후에 공량(公亮)으로 이름을 바꿈[2], 1496년~1556년 9월 23일(음력 8월 20일))
      - 삼남 : 박대붕(朴大鵬)- 2살에 요절
      - 사남 : 박동숙(朴同叔: 후에 종량(宗亮)으로 이름을 바꿈[2], 1503년~미상)[12]
      - 장녀 : 박여순(朴女順) -이원정(李元禎, 이안눌의 조부)에게 출가[2]
      - 차녀 : 박여항(朴女恒) -김구(金𥗫)에게 출가[2]

## 전기 자료
- 이행, 《용재집》(容齋集) 권9, 박중열 묘지
- 김원행, 《미호집》 권18, 읍취헌 박공 묘표